# Elusa mediorufa
Elusa mediorufa är en fjärilsart som beskrevs av George Francis Hampson 1909. Elusa mediorufa ingår i släktet Elusa och familjen nattflyn. Inga underarter finns listade i Catalogue of Life.